# Вељко Рогошић
Вељко Рогошић (Каштел Лукшић, 21. јул 1941  − Сплит, 7. августа 2012) био је хрватски пливач, вишеструки државни рекордер на 200 м прсно, 400 м и 1500 м слободно и светски првак у маратонском пливању. Спортиста који је оставио траг у хрватском и светском даљинском пливању.
Од 2015. године одржава се Меморијални пливачки маратон Врбник - Нови - Вељко Рогошић на релацији Врбник - Нови Винодолски, коју је често пливао.

## Биографија
Рођен је 21. јула 1941. године у Каштел Лукшићу, где је живео до 1963. године. Похађао је средњу школу за техничара бродоградње, а потом студирао организационе науке. Радио је као професор на рехабилитацији повређених. Оженио се супругом Жељком 1963. године и имали су двоје деце, сина Вељка (р. 1964.) и ћерку Ведрану (р. 1967). Из Сплита се вратио у родни Лукшић 1997. Преминуо је у сплитској болници 7. августа 2012. године.

## Пливачка каријера

### Државна такмичења
Рогошић је пливачку каријеру започео 1959. године у ПК Јадран из Сплита, чији је члан био до 1973. Први државни рекорд оборио је 2. августа 1960. године у Борову на 400 м слободно. За репрезентацију Југославије забележио је 203 наступа, 142 пута био државни првак у разним дисциплинама, а 51 пут је оборио државне рекорде у дисциплинама 1500 и 400 м. Био је капитен репрезентације 15 година.

### Међународна такмичења
Учествовао је на Олимпијским играма у Риму 1960. и Токију 1964. године, али се није пласирао у финале. На Медитеранским играма постигао је највећи међународни успех освајањем сребрне медаље на 400 м слободно и бронзане медаље на 1500 м слободно у Напуљу 1963. Учествовао је и на играма у Тунису 1967. и Измиру 1971. Остали међународни успеси укључују пето место на Европском првенству у Лајпцигу 1962. године на 1500 м слободно са новим националним рекордом и двоструко злато и рекорд на 200 м делфин на Балканским играма. На европској ранг листи, 200 м делфин је неколико година држао друго место.

### Пливачки маратони
Даљинским пливањем Рогошић се почео бавити у детињству, пливајући дионице дуге 5 км од Каштел Лукшића до Чиова. Такмичарским пливачким маратонима почео је да се такмичи почетком 30-их година на крају своје професионалне пливачке каријере, а први маратон му је била деоница Супетар – Сплит 1971. Исте године у Ричонеу у Италији освојио је своју прву титулу светског шампиона, а од 1971. до 1974. био је проглашен за најбољег маратонца света. Победио је на многим светским пливачким маратонима укључујући Александрију, Сиднеј, Куков пролаз, Јангцекјанг и Онтарио где је поставио светски рекорд. Такође је победник првог пливачког маратона у Старом граду одржаног 1976. године.
Рогошић је пливао и на неколико спонзорисаних пливачких маратона, међу којима су најпознатији:
| акција               | Удаљеност | време    | Датум                    | Белешка                    |
| -------------------- | --------- | -------- | ------------------------ | -------------------------- |
| Вис - Сплит          | 53,8 км   | 14:35    | 4. јула 1975. године     | [ 9 ]                      |
| Ламанш               | 32 км     | 11 х 27' | 14. августа 2004. године | први хрватски подвиг       |
| Савудрија – Превлака | 1000 км   | 57 дана  | 2. јул - 27. август 2005 | сценско пливање            |
| Град - Ричоне        | 225 км    | 50 х 10' | 29-31. август 2006.      | мерено ГПС, Гинисов рекорд |
| Тунис - Сицилија     | 171 км    | 50 х 26' | 20-22. јул 2008          | први подухват на секцији   |

Године 2004. препливао је Ламанш у 63. години, поставши први Хрват и најстарији мушкарац којем је то пошло за руком. Следеће године препливао је 1.000 км од Савудрије до Превлаке и поставио светски рекорд у етапном пливању.

## Популарна култура
О Вељку Рогошићу написано је неколико некомерцијалних књига:
- Моје најдраже миље, 1974.
- Јачи од мора, 1975.
- Браздама партизанских бродова, 1977.

О маратонцу су снимљени и документарни филм Јачи од мора, редитеља Николе Бабића, и радио драма Маратонац. Велика популарност 1960-их и 1970-их довела га је на телевизијске екране. Био је главни лик рекламе за Пипи (пиће компаније Далмацијавино) у којој песму пева Ђорђи Перузовић. Глумио је у укупно 127 домаћих и страних реклама.

## Награде
Неке од Рогошићевих награда, признања, повеља и плакета су:
- Сертификати за освојена прва места на Светском првенству (Капри – Наполи), 1971 – 1974.
- Грб града Сплита, 1974.
- Златни сат, Титов поклон за пливање на деоници Вис-Сплит и други успеси, 1975.
- Награда града Сплита, 1975.
- Повеља краљева хладне воде (ВПМСФ), 1976.
- Светска повеља апсолутног маратонца (ВПМСФ), 1977.
- Златни грб града Трогира, 1977.
- Пливачка кућа славних Форт Лодердејла, 1992.
- Гинисов светски рекорд за најдуже океанско пливање, 2006.[11]